# بلفست (مین)
بلفست(به انگلیسی: Belfast) شهری در ایالت مین کشور ایالات متحده آمریکا است که جمعیت آن در سرشماری سال ۲۰۱۰ میلادی، ۶٬۶۶۸ نفر بوده‌است.

## نگارخانه

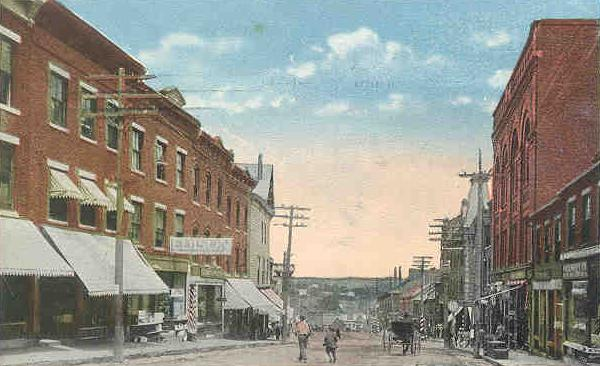
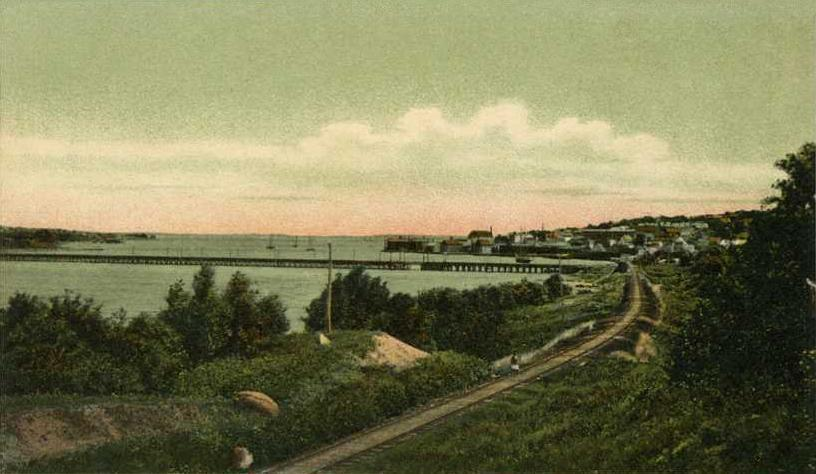
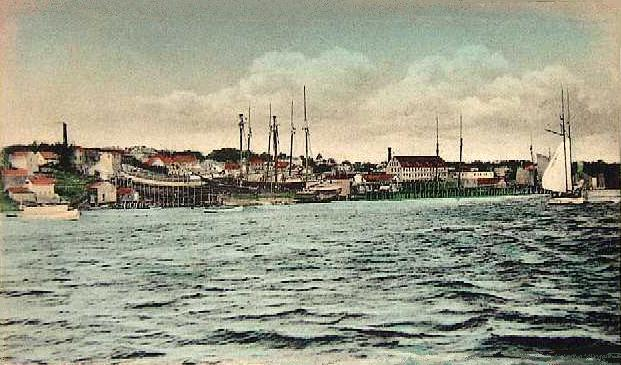
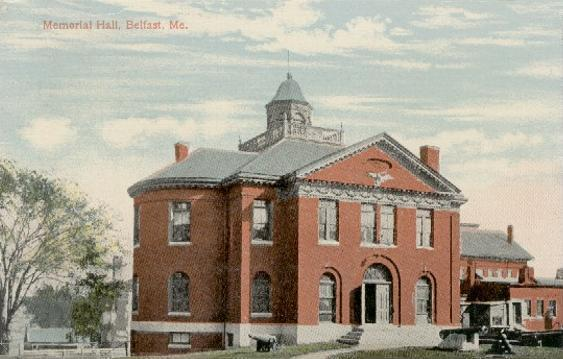